# Dot
Dot is een studioalbum van Karmakanic. De titel is geïnspireerd op het stipje (dot) de Aarde in het oneindige heelal, zoals in 1990 vastgelegd door Voyager 1. Astronoom Carl Sagan zei naar aanleiding van die foto’s: "het is fascinerend hoe klein en onbeduidend wij mensen op de aarde zijn in dit uitgestrekte universum van het heelal". Thema van het album werd de onbelangrijkheid van onze meningsverschillen op aarde, gezien vanuit het universum. De titel van het langste stuk wijst daarop. Opnamen vonden grotendeels plaats in Reingolds eigen geluidsstudio, sommige musici namen hun aandeel op in hun eigen geluidsstudio. Muzikaal leider van Karmakanic Jonas Reingold was vlak voor het album gescheiden, in een dankwoord bedankte hij zijn nieuwe vriendin Christine Lenk. 

## Musici
- Jonas Reingold – basgitaar, gitaar, toetsinstrumenten, zang
- Göran Edman – eerste zangstem
- Lalle Larsson – toetsinstrumenten, zang
- Morgan Ågren – drumstel
- Krister Jonsson – gitaar
- Nils Erikson – eerste zangstem
- Andy Tillison – hammondorgel
- Andy Bartosh – gitaar
- Ray Aichinger – saxofoon, dwarsfluit
- Christine Lenk, Alex Reingold, Norah Rinsgold - zang

## Muziek
| Nr. | Titel                                                                       | Duur  |
| --- | --------------------------------------------------------------------------- | ----- |
| 1.  | Dot (Reingold)                                                              | 1:04  |
| 2.  | God the universe and everything else no one really cares about 1 (Reingold) | 23:46 |
| 3.  | Higher ground (Reingold)                                                    | 10:10 |
| 4.  | Steer by the stars (Reingold, Tillison)                                     | 4:59  |
| 5.  | God the universe and everything else no one really cares about 2 (Reingold) | 6:00  |

Sommige versies van het album zijn uitgevoerd met de dvd met onder andere The making of Dot. 